# 이란 크리올 일본어
이란 크리올(언어 오류(ycr): tangow no ke, bo’ailudehu)은 대만의 이란현 지역에서 사용되는 일본어와 타이야어가 혼합된 일본어 기반의 크리올이다. 
중국 본토를 장악한 청나라는 1684년부터 대만을 통치했다. 청은 대만의 원주민들을 세금을 내고 복종하는 원주민인 궤화성판(歸化生番)과 그렇지 않은 원주민인 성판(生番)으로 나누고, 성판을 폭력적이고 잔인한 민족으로 여겼다. 청은 대만 내의 청나라 사람들을 보호하기 위해 서로의 영역에 들어가는 것을 금지하며 이들을 고립시켰고, 따라서 성판에 속하는 대만의 타이야족은 중국어와 청나라 문화에 동화되지 않을 수 있었다. 하지만 청은 청일전쟁에서 패배하므로써 대만의 종주권을 일본에게 넘겨줬고, 일본은 원주민들을 대상으로 동화 정책을 시행하였다. 식민지화가 시작된 초기 단계에서 일본은 청보다 적극적으로 원주민에게 접근하고 식량과 쌀, 토지를 제공하였으며 일본어 교육을 제공했다. 이에 대한 반대급부로 원주민들은 일본 군수업체에 녹나무 벌목권을 줬는데, 녹나무를 재료로 한 무연화약과 선박 건조의 수요의 급증으로 일본인들의 대만 원주민들의 영역에 대한 침범이 잦아졌다. 
그러던 중 1896년 화롄현 신청에서 일본인이 싸이더커족의 여성을 강간한 것에 분개한 싸이더커족이 23명의 일본인을 살해한 신창 타로코 사건을 계기로, 일본은 대만 원주민에 대한 화해 정책을 철회하고 강제 이주 정책을 실시하였다. 산지에 거주하는 원주민을 평지 지역으로 이주시키고 공동체를 이루도록 하였다. 여기에는 학교와 병원같은 현대적 시설의 건설과 기술 교육이 있었는데, 이 과정에서 일본어 교육과 원주민들의 공동체 생활에 대한 제한이 가해졌다. 
관습의 유사성과 문화 및 종교 관념의 동질성으로 일본에 의해 '아타얄'이라는 하나의 민족으로 분류되었지만, 타이야족과 싸이더커족은 서로를 적대하는 민족이었다. 언어학적으로 싸이더커어는 1,600년전 타이야어로부터 분기하였으며 타이야어는 문법적 성이 존재하나 싸이더커어는 그렇지 않으며, 음운과 문법의 차이로 상호간의 의사소통이 불가하다. 그러나 일본은 타이야족과 싸이더커족의 차이를 인식하지 못하고 동일한 민족으로 분류하여 공동 이주시킴에 따라 타이야족과 싸이더커족은 상호간 소통을 위한 공통의 언어로 일본어를 사용하기도 하였다. 이 과정에서 생겨난 일본어 피진이 크리올로 발전한 것이 이란 크리올인 것이다.

## 참고 자료
- 정성훈; 김선효 (2021). “대만의 이란 크리올 형성 과정과 언어학적 특징에 대한 고찰”. 《한국언어학회》 (91).